# La Soukra
La Soukra (arabe : سكرة) est une ville de la banlieue nord de Tunis, entourée par l'Ariana (ouest), La Marsa (est), Raoued (nord), Tunis et l'Aouina (sud). Elle se trouve à proximité immédiate de l'aéroport international de Tunis-Carthage et à six kilomètres du centre de Tunis.
Rattachée administrativement au gouvernorat de l'Ariana, elle donne son nom à une délégation ainsi qu'à une municipalité comptant 129 693 habitants en 2014, l'une des plus peuplées de l'agglomération tunisoise. Composée de plusieurs quartiers (Borj Louzir, Cité de la Santé, Mansoura, Chotrana, Dar Fadhal, Sidi Frej, Sidi Salah, Sidi Sofiene, Mosquée Erraoudha, Charguia II, Essahli et Cheikh El Arab), la ville elle-même totalise 15 000 habitants.
Elle se situe au centre d'une vaste plaine agricole occupée par des vergers d'orangers dont il ne subsiste que quelques traces. En effet, durant les années 2000 et 2010, l'expansion urbaine change l'aspect de la ville.
En 2001, le premier hypermarché du pays, Carrefour, ouvre près de La Soukra avec une surface de vente de 9 000 m2.

## Sport
La Soukra est connue pour abriter le plus ancien terrain de golf de Tunisie fondé en 1927.

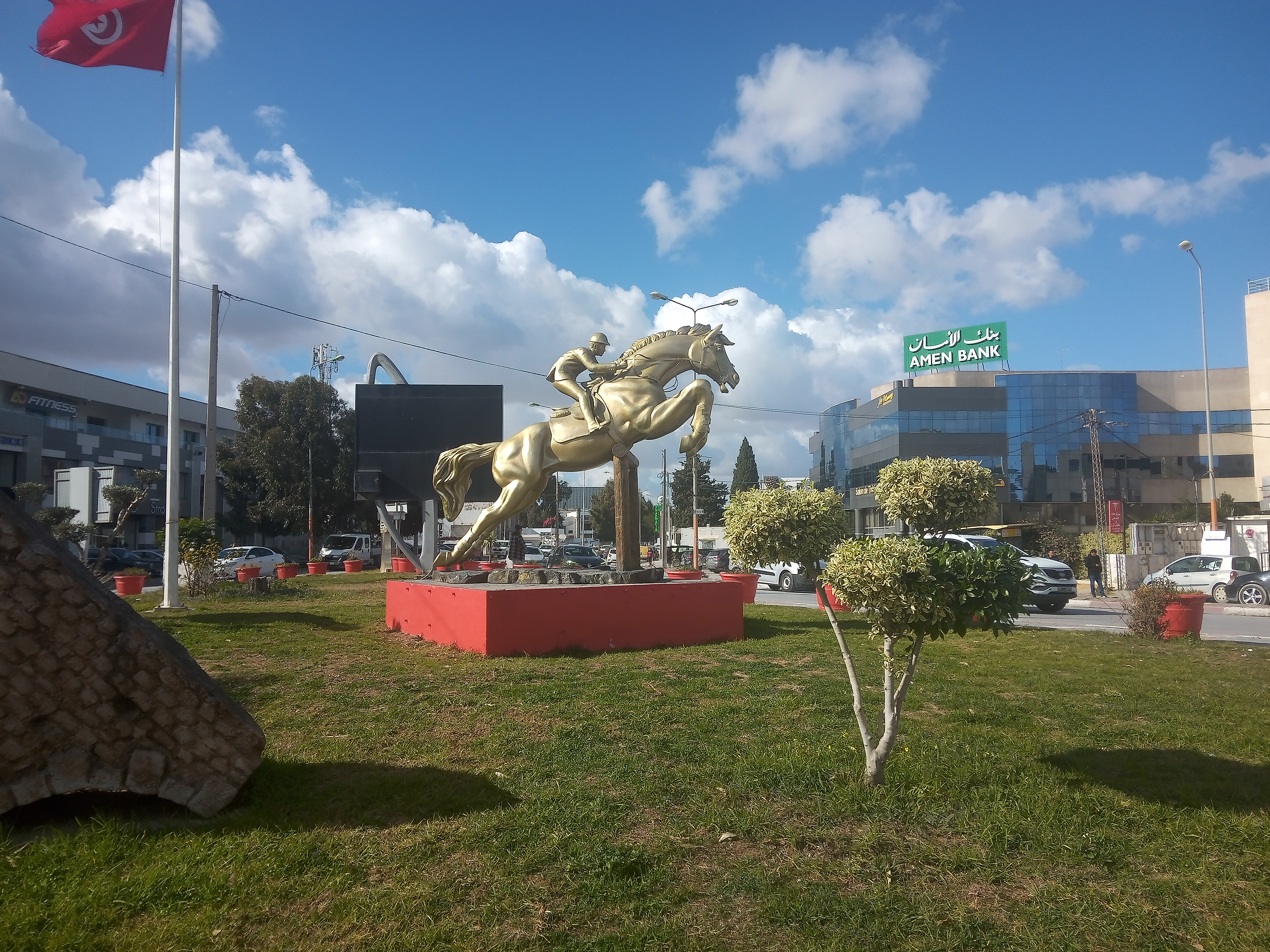
Place de l'équitation à La Soukra.

Elle est aussi un haut lieu des sports équestres pour les militaires, les sécuritaires (Club sportif des unités d'intervention de la police) et les civils. Le Centre national de promotion et de développement des sports équestres s'étendant sur plus de huit hectares sert de point focal pour le développement des activités de la Fédération tunisienne des sports équestres, attirant plusieurs clubs de sports hippiques. Depuis 2015, un grand prix international de La Soukra, appelé Jumping International, rassemble tous les ans des cavaliers pour un concours de saut d'obstacles à l'hippodrome L'Ètrier de La Soukra,.